# Tatjana Hüfner
Tatjana Hüfner (Neuruppin, 30 april 1983) is een Duitse rodelaarster. Ze vertegenwoordigde haar vaderland op de Olympische Winterspelen in 2006 in Turijn, 2010 in Vancouver en in  2014 in Sotsji.

## Carrière
Hüfner debuteerde in het seizoen 2003/2004 in de wereldbeker in Oberhof, toen het Europees kampioenschap 200 plaatsvond, zij veroverde direct de zilveren medaille op dit kampioenschap. Datzelfde seizoen nam Hüfner deel aan de wereldkampioenschappen rodelen in Nagano, op dit toernooi eindigde ze op de achtste plaats. In november 2005 behaalde ze in Cesana haar eerste podiumplaats in de wereldbeker, een week later boekte ze in Altenberg haar eerste wereldbekerzege. Op het Europees kampioenschap in 2006 in Winterberg legde Hüfner wederom beslag op de zilveren medaille. Tijdens de  Winterspelen van 2006 won ze de bronzen medaille. Op het WK 2007 in Igls veroverde Hüfner de wereldtitel. Op het EK van 2008 in Cesana eindigde ze op de vierde plaats, aan het eind van het seizoen legde ze beslag op de wereldbeker. In Oberhof wist ze met succes haar wereldtitel te verdedigen. Ook werd ze, samen met Felix Loch, André Florschütz en Torsten Wustlich, wereldkampioen met het landenteam. Op het WK van 2009 in Lake Placid eindigde ze op de zesde plaats. Tijdens de Winterspelen van 2010 veroverde Hüfner de gouden medaille. Op de Spelen van 2014 voegde ze er een zilveren medaille aan toe.

## Resultaten
| Jaar | Plaats    | Resultaten |
| ---- | --------- | ---------- |
| 2006 | Turijn    | Brons      |
| 2010 | Vancouver | Goud       |
| 2014 | Sotsji    | Zilver     |

| Jaar | Plaats      | Resultaten |
| ---- | ----------- | ---------- |
| 2004 | Nagano      | 8e         |
| 2007 | Igls        | Goud       |
| 2008 | Oberhof     | · Team     |
| 2009 | Lake Placid | 6e         |
| 2011 | Cesana      | Goud       |
| 2012 | Altenberg   | · Team     |
| 2013 | Whistler    | Zilver     |
| 2015 | Sigulda     | Brons      |
| 2017 | Igls        | · Sprint   |

| Jaar    | Plaats     | Resultaten |
| ------- | ---------- | ---------- |
| EK 2004 | Oberhof    | Zilver     |
| EK 2006 | Winterberg | Zilver     |
| EK 2008 | Cesana     | 4e         |
| EK 2012 | Winterberg | · Team     |
| EK 2013 | Winterberg | Zilver     |
| EK 2016 | Altenberg  | · Team     |
| EK 2017 | Königssee  | Brons      |

### Wereldbeker
Eindklassement
| Seizoen   | Plaats |
| --------- | ------ |
| 2003/2004 | 19e    |
| 2004/2005 | 35e    |
| 2005/2006 | Brons  |
| 2006/2007 | Zilver |
| 2007/2008 | · Team |
| 2008/2009 | · Team |
| 2009/2010 | · Team |
| 2010/2011 | · Team |
| 2011/2012 | · Team |
| 2012/2013 | · Team |
| 2013/2014 | Brons  |
| 2014/2015 | Brons  |
| 2015/2016 | · Team |